# Bandera de Quintana Roo
La Bandera de Quintana Roo consisteix en un rectangle de color blanc amb una proporció de quatre per set entre amplada i llargada. Al centre hi ha l'escut estatal amb un diàmetre de tres quartes parts de l'ample d'aquest camp.

## Història

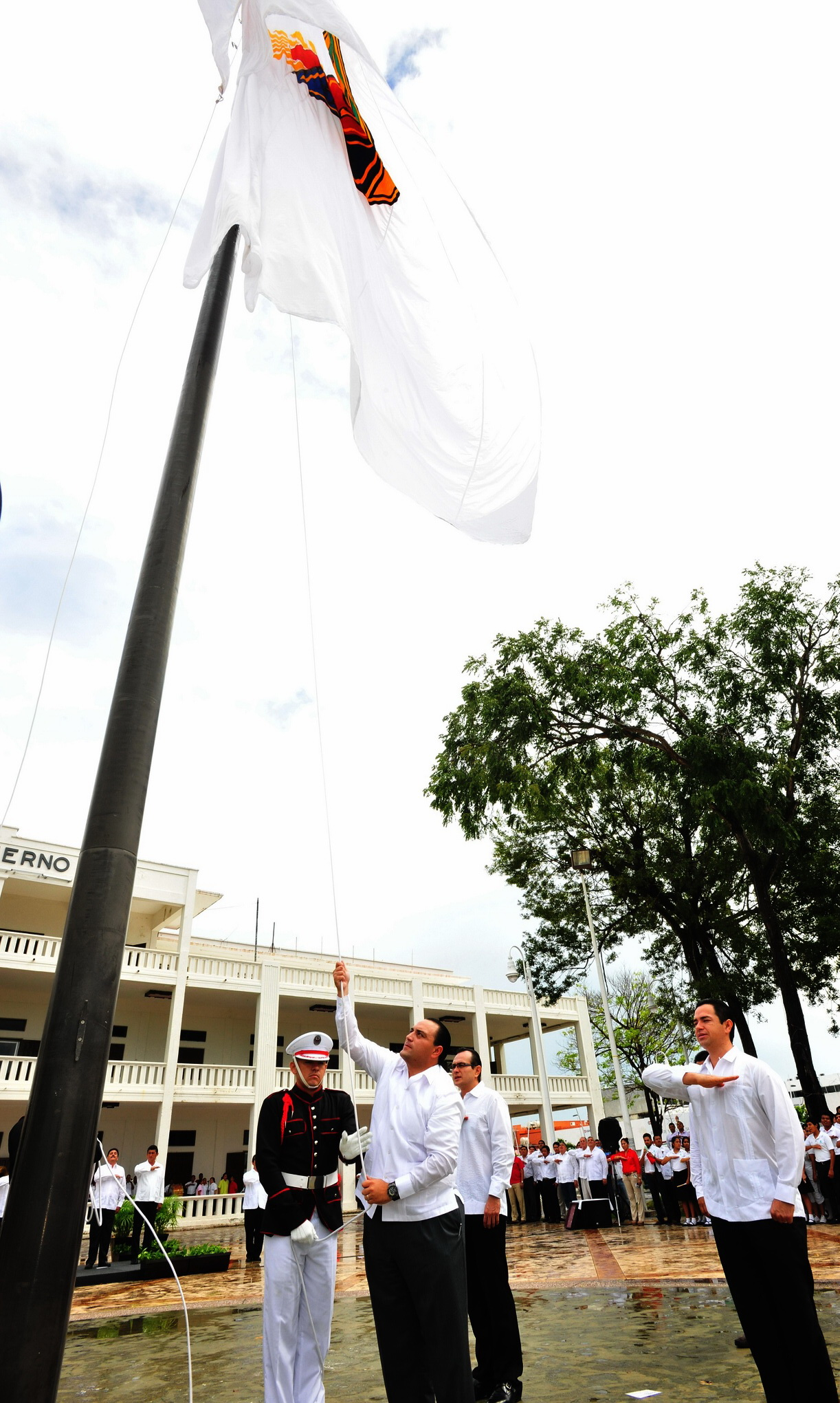
Bandera de l'estat de Quintana Roo.

Quintana Roo havia format part de l'estat de Yucatán.
El mes d'octubre del 2013, durant la celebració del 39è aniversari de la independència l'estat de Quintana Roo com a estat lliure i sobirà, el cap de l'executiu estatal, Roberto Borge Angulo, juntament amb els responsables dels poders legislatiu i judicial, José Luis Toledo Medina i Fidel Gabriel Villanueva Rivero, respectivament, varen signar l'acta de certificació del decret que va crear la bandera de l'entitat.

## Galeria

Bandera de la República de Yucatan 1841 (ratio 4:7)
Bandera de Quintana Roo 2013 (ratio 4:7)